# 부산 또래 여성 살인 사건
부산 또래 여성 살인 사건은 정유정(1999년생, 여성)이 온라인 과외 앱으로 만난 또래인 20대 여성을 살해하고 시신을 훼손·유기한 사건이다. 이른 바, 정유정 사건이라고 가리킨다.

## 사건
정유정(1999년생, 여성)이 온라인 과외 앱으로 만난 20대 여성을 2023년 5월 26일 오후 5시 30분쯤 부산 금정구에 있는 피해자 집에서 흉기로 살해한 뒤 시신을 유기했다.
다음 날(5월 27일) 새벽 3시 15분 “여행용 가방을 든 젊은 여자 손님을 태웠는데, 풀숲으로 들어가 수상하다”는 택시 기사의 신고가 경찰에 접수되었다.
2023년 6월 8일 부산광역시경찰청은 신고한 택시기사에게 표창장과 신고포상금을 지급했다.

## 수사
정유정은 피해자를 살해한 후 자신의 집에 들러 여행용 가방을 가지고 다시 피해자의 집으로 갔으며, 마트에서 비닐봉투와 락스 등을 구매했던 것으로 조사 결과 드러났다. 그날 새벽 택시를 타고 인적이 드문 경상남도 양산시 동면의 낙동강변에 내려 피해자의 시신을 유기했으며, 피의자의 행적을 수상하게 여긴 택시 기사의 신고로 경찰에 검거되었다.
수사기관에서 휴대전화를 포렌식 확인한 결과 피의자가  '부산 시신 없는 살인', '범죄수사 프로그램' 등을 검색한 흔적, 도서관에서 범죄 관련 소설도 다수 빌려 본 것으로 조사되었다.
정유정은 살인 혐의로 구속된 이후 5월 31일 경찰 조사과정에서 "실제로 살인해보고 싶어 범행을 저질렀다"며 범행을 자백했다.
2023년 6월 1일 부산광역시경찰청은 신상정보 공개심의위원회를 열어 살인 등 혐의로 구속된 정유정의 이름과 나이 등 신상을 공개했다.
6월 4일 경찰에 붙잡혔을 당시에 진범이 따로 있다는 거짓말을 했다. 그리고 경찰과 함께 병원 응급실로 향했으나 꾀병이었고, 조사가 지연됐다.
범행 당일, 살인 후 시신을 담은 캐리어를 끌고 가는 CCTV 영상이 공개되었다.
경찰이 휴대폰 조사결과 정유정은 다른 사람과 연락을 주고받은 내역도, 친구 이름도 존재하지 않았다는 것이 확인이 되었다.
2023년 6월 7일 정유정은 사이코패스 진단 검사에서 사이코패스 지수 28점대를 기록했다.
정유정이 ‘과외 앱’을 통해 과외 강사 54명에게 대화를 시도한 것으로 파악됐다. 이 중 혼자 사는 여성 강사 가운데 집에서 과외 수업이 가능한 이들을 범행 대상으로 물색한 것이 드러났다.

## 판결
- 2024년 6월 13일 상고가 받아지지 않아 무기징역이 확정되었다.[19]

## 같이 보기
- 2023년 대한민국 연쇄 흉기 난동 사건
- 신림동 공원 강간 살인 사건